# Giorgi Latsabidze

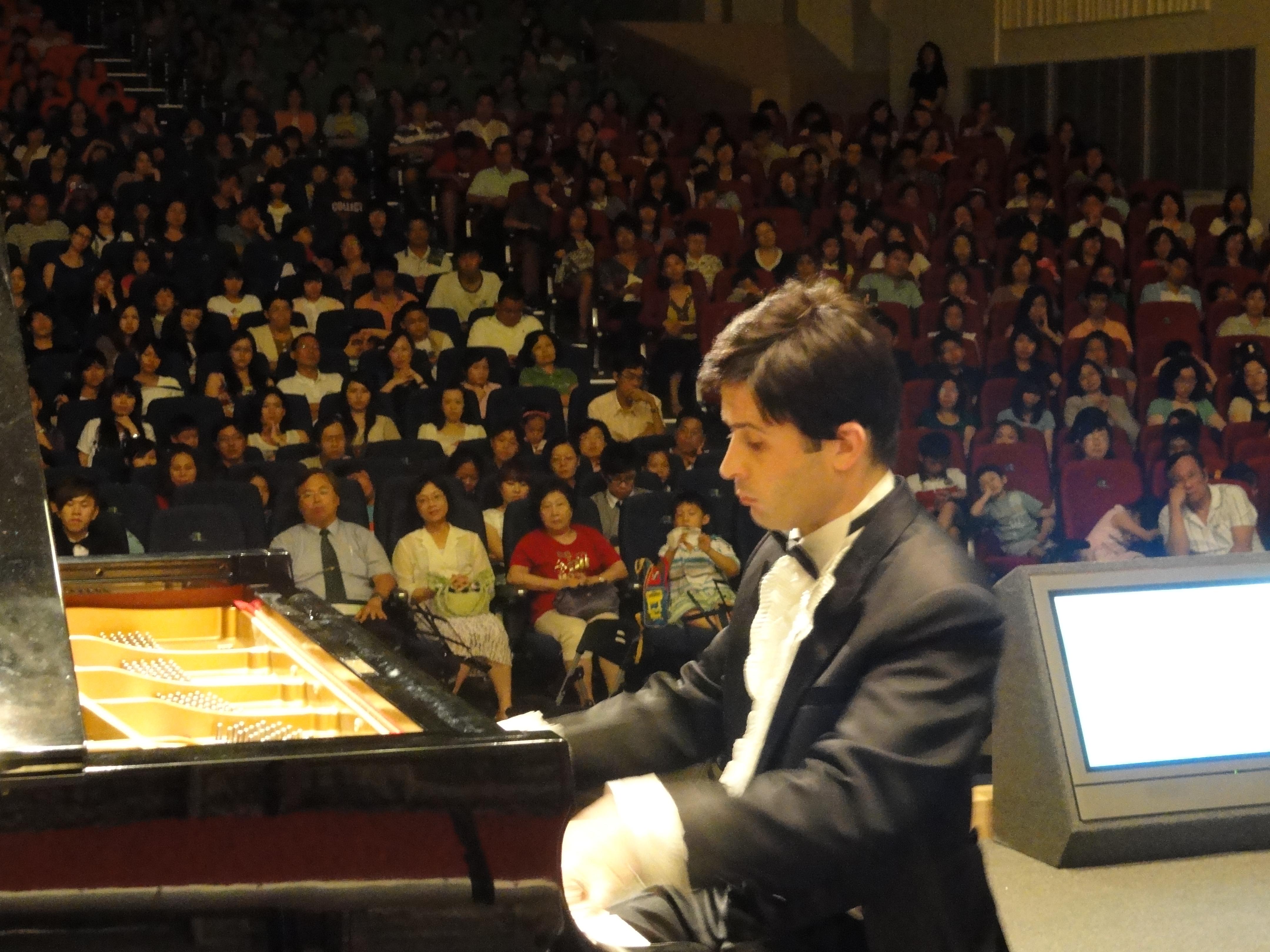
Charity Gala Concert for disabled children in Taiwan, August 1st, 2010

 Giorgi Latsabidze  (în georgiană გიორგი ლაცაბიძე, în rusă Георгий Ираклиевич Лацабидзе, n. 15 aprilie 1978, Tbilisi, Georgia) este un pianist virtuoz, și compozitor de origine georgian. Cu toate că repertoriul său i-a inclus pe Bach, Liszt, Schumann, Debussy și Brahms este un bine cunoscut interpret al muzicii lui Chopin.

## Studii
La vârsta de 6 ani începe să studieze pianul, iar la vârsta de 11 ani câștigă Concursul de pian din Tbilisi. 1999, primește o bursă de studiu la Conservatorul din Tbilisi. În perioada 1996-2002 studiază la Conservatorul Tbilisi la clasa profesoarei Rusudan Chodzava. Între 2003-2005, primește Bursa DAAD și studiază la Hochschule fuer Music und Theater Hannover (clasa profesorului Gerrit Zitterbart). Între 2004-2005 își continuă studiile la Universitatea Mozarteum din Salzburg, sub îndrumarea Klaus Kaufmann, și, mai târziu, cu Stewart Gordon (USC Thornton School of Music Arhivat în 8 noiembrie 2009, la Wayback Machine.), Los Angeles.

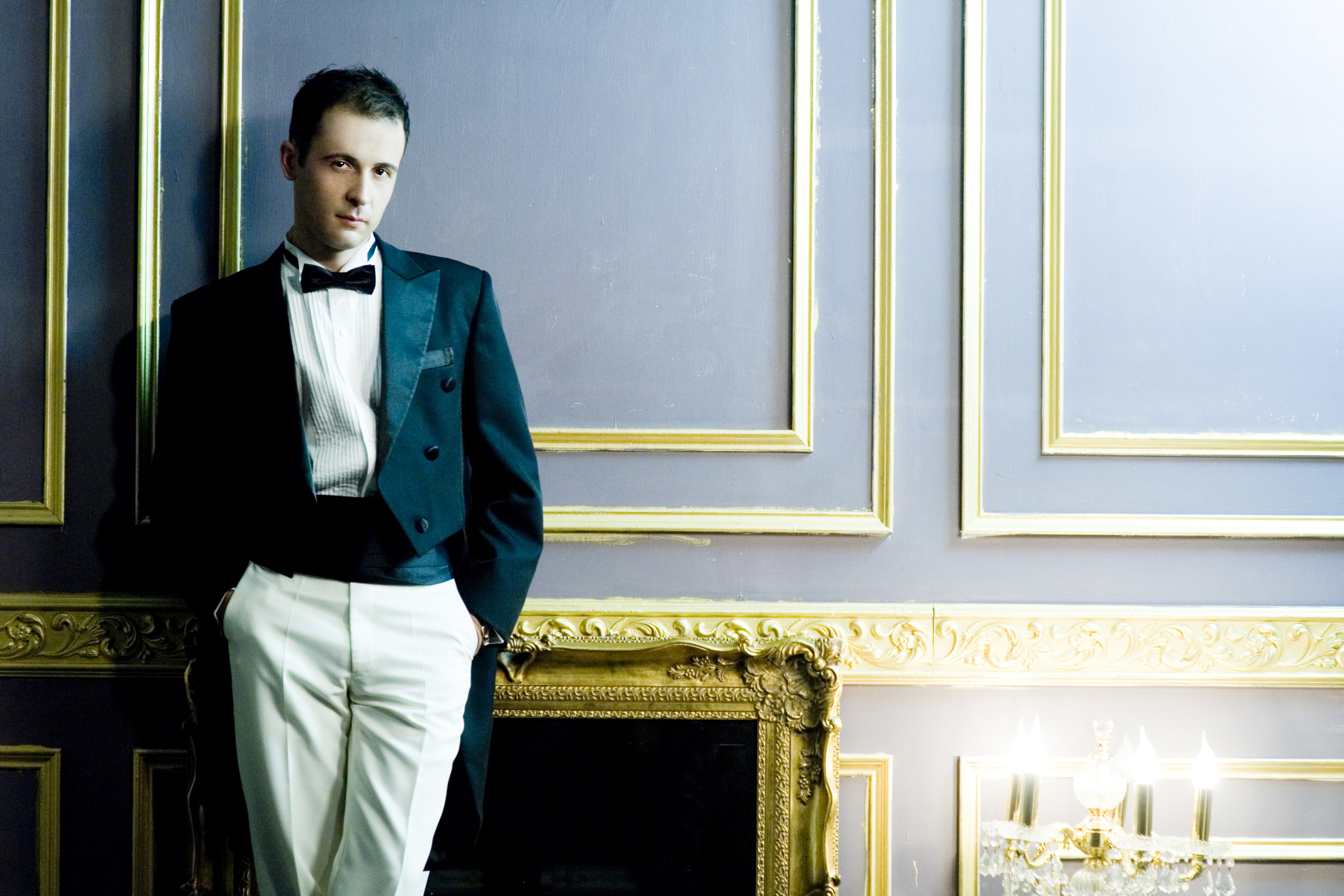
Giorgi Latsabidze 2010

Latsabidze își începe cariera de virtuoz cântând în toate țările din Europa, în Asia și în America de Nord. În afara activității concertistice în țară, Giorgi Latsabidze a întreprins turnee de răsunet în țările europene, Franța, Spania, Germania, Uniunea Sovietică, Austria, USA, etc., și reputația sa continuând să crească cu fiecare apariție în public.

## Premii
- Premiul Yehudi Menuhin, Salzburg, Austria (2005);
- Premiul Președintele a Georgiei, (1999- 2003);
- Premiul Carol Hogel, Los Angeles (2007);
- Premiul Ennio Porrino, Cagliari, Italia (1998);
- Premiul N. Rubiuntein, Paris, Franța (1999);

## Discografie

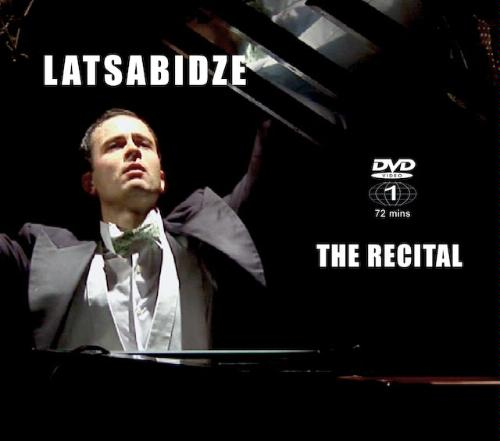
Giorgi Latsabidze (2008)

- 2005: Giorgi Latsabidze auf dem Spuren von Wolfgang Amadeus Mozart (K-TV Austria Arhivat în 2 noiembrie 2009, la Wayback Machine.)
- 2007: Twilight's Grace
- 2009: Latsabidze - The Recital Onward Entertainment Arhivat în 23 octombrie 2009, la Wayback Machine., LLC 2009 (Los Angeles, CA)
- 2010: Claude Debussy: 12 Préludes. (Book II) - CD & DVD; Los Angeles, LLC
- 2010: The IG-Duo performs works by Szymanowski, Brahms, Bizet-Waxman, Latsabidze. - DVD; Wigmore Hall, London. Red Piranha Films LLC.